# Szout
Szout (pers. شوط) – miasto w Iranie, w ostanie Azerbejdżan Zachodni. Liczba mieszkańców w 2016 roku wynosiła 55 682.